# 裴訥之
裴讷之（?—?），字士言，北齐官员，河东郡闻喜县（今山西省运城市闻喜县）人，裴佗第五子，出自河东裴氏定著五房之一的西眷裴。
裴讷之纯谨有局量。弱冠时，为平原公开府墨曹，掌书记，跟随到并州。他为人文雅有孝子名声，其母亲在鄴城，忽得心痛，裴讷之不胜思念，心也经常惊痛，于是请急还鄴城。当时人以为是孝心感应。齐文宣帝即位，抵达晋阳。皇太子高殷监国；留裴讷之与杜台卿为斋帅，领东宫管记。转认太子舍人，奏中书舍人事。卫尉杜弼被其家客诬害“有怨言，诽讪时政”。并说裴讷之与杜弼交好，也知道。于是裴讷之免官。裴讷之去世后，天统年间，追赠平州刺史。长子裴樊，过继给裴让之。次子裴矩，为隋唐名臣。